# Краль, Якуб
Якуб Краль (в.-луж. Jakub Kral; 23 июля 1828 года, Хросцицы, Германия — 22 апреля 1911 года, Радвор, Германия) — лужицкий педагог, краевед и писатель.

## Биография
Родился 23 июля 1828 года в населенном пункте Хросцицы в семье крестьянина Миклауша Краля. В 1840 году поступил на обучение в гимназию в Будишине, которую закончил в 1843 году. C 1845 года обучался в педагогическом училище. Будучи студентом, вместе с Якубом Буком основал серболужицкую организацию «Włada». В 1848 году вступил в серболужицкую культурно-просветительскую организацию «Матица сербская». В мае 1849 года окончил училище и стал преподавать в селе Хросцицы. В октябре 1849 года переселился в Куков, где стал работать помощником учителя в одной из местных школ. В сентябре 1851 годе переехал в Радвор. В 1862 году женился на Марии Бяршец-Чорнакец. В их браке у них родилось пять детей, среди которых были будущий священник Юрий Краль и педагог Франц Краль. В 1874 году получил статус преподавателя. В 1894 году вышел на пенсию.
Написал многочисленные статьи по лужицкому краеведению, которые публиковались в серболужицкой периодической печати. В 1911 году опубликовал в литературном журнале «Łužica» автобиографию «Z mojeho žiwjenja».